# 골드핑거 (밴드)
골드핑거(Goldfinger)는 1994년에 결성된 미국의 스카 펑크 밴드이다.
프론트맨 존 펠드먼은 메스트, 스토리 오브 더 이어, 유즈드의 음반들을 프로듀싱하기도 하였으며, 밴드 활동을 하면서부터 채식주의자와 동물 권리 운동가로 활동하기 시작하였다.

## 역사
골드핑거는 존 펠드먼(보컬/기타), 사이먼 윌리엄스(베이스), 대린 파이퍼(드럼), 찰리 폴슨(기타) 네 명의 멤버로 결성되었다. 메이저 음반사와 계약을 맺기 전인 1995년에 데모 EP 《Richter》를 발매하였으며, 유니버설 레코드를 통해 1996년에 데뷔 음반 《Goldfinger》를 발매하였다. 베이시스트 윌리엄스가 1998년에 밴드를 탈퇴하였으며, 그의 자리는 펠드먼의 이전 밴드의 동료였던 켈리 러뮤(Kelly Lemieux)가 맡게 되었다. 두 번째 음반 《Stomping Ground》의 발표 이후 폴슨이 밴드를 탈퇴하고 브라이언 아서가 멤버로 합류하였지만, 2005년에 다시 폴슨이 밴드에 재합류하고 아서가 밴드를 탈퇴하였다.

## 음반 목록

### 정규 음반
| 연도   | 음반명                   | 빌보드 200 |
| ------ | ------------------------ | ---------- |
| 1996년 | 《Goldfinger》           | 110        |
| 1997년 | 《Hang-Ups》             | 85         |
| 2000년 | 《Stomping Ground》      | 109        |
| 2002년 | 《Open Your Eyes》       | 136        |
| 2005년 | 《Disconnection Notice》 | -          |
| 2008년 | 《Hello Destiny》        | -          |

### 컴필레이션 음반
- 《The Best of Goldfinger》(2005년 4월 19일)

### 라이브 음반
- 《Darrin's Coconut Ass: Live from Omaha》(1999년 11월 9일)
- 《Foot in Mouth: Live》(2001년)
- 《Live at the House of Blues》(2004년 3월 23일)